# Luxemburg vid världsmästerskapen i friidrott 2023
Luxemburg tävlade vid världsmästerskapen i friidrott 2023 i Budapest i Ungern mellan den 19 och 27 augusti 2023.

## Resultat
Luxemburgs trupp bestod av fyra idrottare.

### Herrar
Gång- och löpgrenar
| Idrottare       | Gren        | Försöksheat  | Försöksheat | Semifinal | Semifinal | Final            | Final            |
| Idrottare       | Gren        | Resultat     | Placering   | Resultat  | Placering | Resultat         | Placering        |
| --------------- | ----------- | ------------ | ----------- | --------- | --------- | ---------------- | ---------------- |
| Charles Grethen | 1 500 meter | 3.34,32 0SB0 | 4 Q         | 3.36,18   | 7         | Gick inte vidare | Gick inte vidare |

Teknikgrenar
| Idrottare    | Gren        | Kval    | Kval      | Final            | Final            |
| Idrottare    | Gren        | Distans | Placering | Distans          | Placering        |
| ------------ | ----------- | ------- | --------- | ---------------- | ---------------- |
| Bob Bertemes | Kulstötning | NM      | NM        | Gick inte vidare | Gick inte vidare |

### Damer
Gång- och löpgrenar
| Idrottare              | Gren        | Försöksheat | Försöksheat | Semifinal        | Semifinal        | Final            | Final            |
| Idrottare              | Gren        | Resultat    | Placering   | Resultat         | Placering        | Resultat         | Placering        |
| ---------------------- | ----------- | ----------- | ----------- | ---------------- | ---------------- | ---------------- | ---------------- |
| Patrizia van der Weken | 100 meter   | 11,38       | 4           | Gick inte vidare | Gick inte vidare | Gick inte vidare | Gick inte vidare |
| Vera Hoffmann          | 1 500 meter | 4.09,76     | 12          | Gick inte vidare | Gick inte vidare | Gick inte vidare | Gick inte vidare |